# Ænima
Ænima (рус. Душевная клизма) — второй студийный альбом американской альтернативной метал группы Tool, выпущенный 17 сентября 1996 года на лейбле Zoo Entertainment. Изначально Ænima вышел в формате виниловой пластинки 17 сентября 1996 года, а позже в формате CD — 1 октября 1996 года. Альбом был записан в студиях Ocean Way в Голливуде и The Hook в Северном Голливуде с 1995 по 1996 годы. Альбом спродюсировал Дэвид Боттрилл. В записи участвовал новый бас-гитарист группы Джастин Чанселлор — он заменил Пола Д’Амура, который покинул группу во время записи альбома по причине творческих разногласий с остальными участниками Tool. Название Ænima (МФА: /ˈɑːnɪmə/, читается как анимэ) — это сочетание двух латинских слов «anima» (рус. Душа, ассоциируемая с идеей «жизненной силы», а также в значении термина, который часто использовал в своих работах швейцарский психолог Карл Юнг) и «enema» (рус. Клизма) — медицинская процедура, заключающаяся во введении жидкости через задний проход в прямую кишку.
В поддержку альбома было выпущено четыре радиосингла: «Stinkfist», «H.», «Forty Six & 2» и «Ænima»; на «Stinkfist» и «Ænima» были сняты видеоклипы. Некоторые композиции на альбоме являются короткими сегментами или интерлюдиями, которые связаны с более длинными песнями, доводящие общую продолжительность пластинки к максимуму около 80 минут. Эти короткие композиции «Useful Idiot», «Message to Harry Manback», «Intermission», «Die Eier von Satan», «Cesaro Summability» и «(-) Ions».
Альбом дебютировал на второй строчке американского чарта Billboard 200 сразу после выпуска. За первую неделю было продано 148 000 копий альбома. 4 марта 2003 года пластинка была признана трижды «платиновой» RIAA, а также «платиновой» от ARIA и от MC. Ænima входит в разные списки лучших альбомов 1996 года таких журналов, как Kerrang! и Terrorizer. Одноимённая композиция с альбома выиграла премию «Грэмми» за лучшее метал-исполнение в 1998 году. В 2003 году журнал Kerrang! поставил пластинку Ænima на шестое место в списке самых влиятельных альбомов на все времена. Журнал Rolling Stone поместил альбом на 18 место в списке 100 лучших метал альбомов на все времена. В 2006 году журнал Guitar World поместил альбом на 14 место в списке 100 лучших гитарных альбомов. В 2014 году читателями Rhythm Ænima был признан третьим по счёту лучшим барабанным альбомом в истории прогрессивного рока.

## Об альбоме
Ænima — первый студийный альбом с бывшим басистом Peach Джастином Чанселлором
Название Ænima представляет собой комбинацию слов 'anima' (по-латински «душа», ассоциируется с понятием «жизненная сила» и термином, часто используемым психологом Карлом Юнгом) и 'enema' (клизма).
Рекламными синглами стали (в порядке выхода): «Stinkfist», «H.», «Ænema» and «Forty-Six & 2». На первый и третий были выпущены клипы.
Некоторые треки с альбома являются интерлюдиями, соединяющими другие песни и доводящими длительность пластинки примерно до 80 минут. Такими треками являются «Useful Idiot», «Message to Harry Manback», «Intermission», «Die Eier von Satan», «Cesaro Summability», и «(-) Ions».

## Список композиций
Все тексты песен написал Мэйнард Джеймс Кинан. Музыку сочинили Мэйнард Джеймс Кинан, Адам Джонс, Джастин Чанселлор и Дэнни Кэри, за исключением отмеченных.
| №                   | Название                                           | Автор(ы)                       | Длительность |
| ------------------- | -------------------------------------------------- | ------------------------------ | ------------ |
| 1.                  | «Stinkfist»                                        | Кинан, Джонс, Пол Д'Амур, Кэри | 5:11         |
| 2.                  | «Eulogy»                                           | Кинан, Джонс, Д'Амур, Кэри     | 8:28         |
| 3.                  | «H.»                                               | Кинан, Джонс, Д'Амур, Кэри     | 6:07         |
| 4.                  | «Useful Idiot» (Инструментальная композиция)       |                                | 0:38         |
| 5.                  | «Forty Six & 2»                                    |                                | 6:04         |
| 6.                  | «Message to Harry Manback» (Spoken word)           |                                | 1:53         |
| 7.                  | «Hooker with a Penis»                              |                                | 4:33         |
| 8.                  | «Intermission» (Инструментальная композиция)       |                                | 0:56         |
| 9.                  | «jimmy»                                            |                                | 5:24         |
| 10.                 | «Die Eier von Satan» (На немецком языке)           |                                | 2:17         |
| 11.                 | «Pushit»                                           | Кинан, Джонс, Д'Амур, Кэри     | 9:55         |
| 12.                 | «Cesaro Summability» (Инструментальная композиция) |                                | 1:26         |
| 13.                 | «Ænema»                                            |                                | 6:39         |
| 14.                 | «(-) Ions» (Инструментальная композиция)           |                                | 4:00         |
| 15.                 | «Third Eye»                                        |                                | 13:47        |
| Общая длительность: | Общая длительность:                                | Общая длительность:            | 77:18        |

- Вступительная часть композиции «Third Eye» — это вырезанный аудиофрагмент с выступления Билла Хикса

## Участники записи
| Tool - Мэйнард Джеймс Кинан — вокал - Адам Джонс — гитара, арт-директор, продюсер - Джастин Чанселлор — бас-гитара - Дэнни Кэри — барабаны, перкуссия, семплы Приглашённые музыканты - Марко Фокс — вокал («Die Eier von Satan») - Эбан Шлеттер — орган («Intermission») - Крис Питмен — синтезатор («Third Eye») - Джереми Глесгоу — перкуссия | Производственный персонал - Дэвид Боттрилл — продюсер, звукорежиссёр, микширование, клавишные («Message to Harry Manback») - Билли Хауэрдел — гитарный техник, Pro Tools-программирование - Кам де Леон — художественное оформление, компьютерная иллюстрация - Фабрицио ДиСанто — фотограф - Джефф Новак — фотограф - Кончита Хелстид — художественное оформление, продюсер - Кейт Уиллис — художественное оформление - Кевин Уиллис — арт-директор, продюсер |